# Gare d'Enshi
La gare d'Enshi (chinois : 恩施站) est une gare de trains à grande vitesse, ouverte en 2010 et située dans le quartier Wuyangba (zh) de la ville-district d'Enshi, Préfecture autonome tujia et miao d'Enshi, province de Hubei, au centre de la République populaire de Chine.
Des lignes la relient notamment à Pékin, capitale de la Chine et Canton, chef-lieu de la province du Guangdong, ou encore la proche municipalité de Chongqing.